# لبان (حزم العدين)

تعديل مصدري - تعديل

لبان محلة تابعة لقرية وادي عدن، التابعة لعزلة يريس بمديرية حزم العدين إحدى مديريات محافظة إب في الجمهورية اليمنية، بلغ تعداد سكانها 38 حسب تعداد اليمن لعام 2004.